# Wolfgang Rothmaler
Wolfgang Rothmaler (* 24. Januar 1925 in Siegen; † 3. Oktober 2020 ebenda) war ein deutscher Verleger.

## Leben
Wolfgang Rothmaler, jüngstes von drei Kindern aus der Ehe des Verlegers Johannes Heinrich Sigismund Rothmaler (1878–1957) und Maria Anna Franziska geb. Vorländer (* 1886), konnte als jugendlicher Kriegsteilnehmer erst nach Ende des Zweiten Weltkrieges sein Abitur machen. Nach einer kaufmännischen Lehre absolvierte er die Meisterprüfung als Schriftsetzer und erwarb ein Diplom als Betriebsleiter. 
1951 stieg er in das 1949 wiederbegründete elterliche Unternehmen der Siegener Zeitung ein, zunächst als Assistent der Geschäftsführung. Nach dem Tode seines Vaters 1957 übernahm er mit seinem Vetter Heinz Vorländer († 2005) die Geschäftsführung.
Wolfgang Rothmaler war verheiratet mit Mechtild († 3. Juli 2018). Aus der Ehe stammen Tochter Cornelie Rothmaler-Schön und Sohn Johannes Rothmaler, mit denen Wolfgang Rothmaler die Geschäftsführung unter anderem der Vorländer Mediengruppe, der Siegener Druck und der Siegener Zeitung Vorländer & Rothmaler bildete.

## Schriften
- ... das Speciellere heranziehen – 175 Jahre Siegener Zeitung, Vorländer 1998, ISBN 978-3923483235